# Авзалова, Альфия Авзаловна
Авзалова Альфия Авзаловна (тат. Әлфия Афзал кызы Авзалова; 15 января 1933 — 15 июня 2017) — советская и российская татарская певица, солистка Татарской филармонии. Заслуженный артист РСФСР (1983). Народный артист Татарской АССР (1970).

## Биография
Альфия Авзалова родилась в селе Актаныш, Актанышского района Республики Татарстан. Мама умерла, когда Альфие было всего 5 лет. Отец погиб в Великой Отечественной войне. Авзалову воспитывала сестра матери.
В 1957 г. она стала солисткой Татарского государственного ансамбля песни и танца, исполнила сложные произведения С. Габяши, А. Ключарёва, М. Музафарова, 3. Хабибуллина и многих других композиторов. В её репертуар вошли старинные и современные народные песни. Вокальному мастерству и нотной грамоте её обучала Раисы Каримовна Волкова — тогда работавшая художественным руководителем Татарской Государственной филармонии им. Г. Тукая.
Через год работы в ансамбле Альфия Авзалова поступила в музыкальное училище, но через восемь месяцев — сорвала голос. Восстановив голос, она занялась самообразованием и вернулась обратно в ансамбль. Потом по рекомендации художественного руководства Татгосфилармонии Альфия Авзалова создала свою концертную группу, в которую вошёл аккомпанирующий эстрадный инструментальный ансамбль «Казан утлары», состоящий из органа, гитары, клавишных и синтезатора под руководством Карима Габидуллина, а также танцевальная группа.
Вместе с этим ансамблем Альфия Авзалова гастролировала по Республикам Средней Азии и Прибалтики, побывала в Москве, Ленинграде и во многих городах России, выступала перед нефтяниками Татарстана и Башкортостана, перед строителями КАМАЗа, перед тружениками села. За каждый выезд, который мог длиться два-три месяца, она могла дать более 100 концертов.
Первый большой успех певица завоевала на выступлении на Декаде татарского искусства и литературы в Москве в 1957 году.
Альфия Авзалова скончалась на 85-м году жизни в Казани после тяжёлой и продолжительной болезни. Похоронена на Татарском кладбище в Казани.

## Творчество
Тембр голоса — альт полного диапазона. Пела на 14 языках мира.
О певице и её творчестве на татарском языке был снят документальный фильм «Моң патшабикәсе» («Царица песни»), показанный в 2010 г. в Казани (Автор сценария — Рабит Батулла, писатель, драматург, заслуженный деятель искусств Татарстана).

## Награды

Именная звезда Альфии Авзаловой в Казани

- Орден Трудового Красного Знамени (1987 год) — за успехи в музыкально-эстетическом воспитании трудящихся[3].
- Орден Трудового Красного Знамени (1976 год).
- Медаль «В память 1000-летия Казани» (2005 год)[4].
- Заслуженный артист РСФСР (1983 год) — за заслуги в области советского музыкального искусства[5].
- Народный артист Татарской АССР (1970 год)[6].
- Заслуженный артист Татарской АССР (1962 год).
- Государственная премия Республики Татарстан имени Габдуллы Тукая (1992 год)
- Орден «За заслуги перед республикой Татарстан» (2008 год)
- Благодарность Президента Республики Татарстан (2013 год) — за многолетнюю творческую деятельность и большой вклад в развитие музыкального искусства[7].
- Почётная грамота Советского комитета защиты мира «За активную деятельность по укреплению мира между народами» (1960 год).
- Почётный приз — «Легенда татарской эстрады» (2008 год).
- Именная звезда на Казанской аллее звёзд (2003)[8].